# Sandra Samir
Sandra Sameh Samir Abdul Salam (en árabe: ساندرا سامح سمير عبدالسلام‎: en árabe: ساندرا سامح سمير عبدالسلام‎; nacida el 4 de noviembre de 1997 en Giza) es una jugadora de tenis egipcia.en árabe: ساندرا سامح سمير عبدالسلام‎
Samir ha ganado seis singles y cuatro títulos de dobles  en el ITF el circuito de las mujeres. El 12 de febrero de 2018,  logró su mejor ranking mundial de individuales, el 375. El 23 de octubre de 2017, lo logró en dobles, el 439.
Jugando para Egipto en la Copa Federación, Samir tiene una marca de 18-14.
Samir ganó el 2013 U-16 Joven africano Campeonatos de Tenis.

## Títulos ITF

### Singles: 7
| Leyenda          |
| ---------------- |
| $100,000 torneos |
| $75,000 torneos  |
| $50,000 torneos  |
| $25,000 torneos  |
| $15,000 torneos  |
| $10,000 torneos  |

| títulos por superficie |
| ---------------------- |
| Duro (3)               |
| Clay (4)               |
| Hierba (0–0)           |
| Alfombra (0–0)         |

| Núm. | Fecha                    | Torneo                  | Superficie | Adversario          | Puntuación    |
| ---- | ------------------------ | ----------------------- | ---------- | ------------------- | ------------- |
| 1.   | 9 de agosto de 2015      | Sharm El Sheikh, Egipto | Duro       | Victoria Muntean    | 6–1, 6–2      |
| 2.   | 22 de octubre de 2017    | Sharm El Sheikh, Egipto | Duro       | Anastasia Pribylova | 1–6, 6–1, 6–1 |
| 3.   | 29 de octubre de 2017    | Sharm El Sheikh, Egipto | Duro       | Emilie Francati     | 6–3, 6–3      |
| 4.   | 3 de diciembre de 2017   | Cairo, Egipto           | Clay       | Nastja Kolar        | 6–4, 6–1      |
| 5.   | 4 de febrero de 2018     | Hammamet, Túnez         | Clay       | Nefisa Berberović   | 6–3, 6–3      |
| 6.   | 13 de mayo de 2018       | Cairo, Egipto           | Clay       | Shelby Talcott      | 6–0, 6–3      |
| 7.   | 23 de septiembre de 2018 | Cairo, Egipto           | Clay       | Anna Ureke          | 6-0 2-1 RET   |

### Dobles: 5
| Leyenda          |
| ---------------- |
| $100,000 torneos |
| $75,000 torneos  |
| $50,000 torneos  |
| $25,000 torneos  |
| $15,000 torneos  |
| $10,000 torneos  |

| títulos por superficie |
| ---------------------- |
| Duro (1)               |
| Clay (4)               |
| Hierba (0)             |
| Alfombra (0)           |

| Núm. | Fecha                   | Torneo                  | Superficie | Partnering         | Adversarios                                 | Puntuación              |
| ---- | ----------------------- | ----------------------- | ---------- | ------------------ | ------------------------------------------- | ----------------------- |
| 1.   | 25 de abril de 2015     | Cairo, Egipto           | Clay       | Barbara Haas       | Amandine Hesse Marine Partaud               | 0–6, 6–4, [10–7]        |
| 2.   | 29 de noviembre de 2015 | Cairo, Egipto           | Clay       | Naomi Totka        | Ola Abou Zekry Ana Bianca Mihăilă           | 7–5, 6–7(9–11), [13–11] |
| 3.   | 3 de septiembre de 2016 | Sharm El Sheikh, Egipto | Duro       | Ana Bianca Mihăilă | Sharrmadaa Baluu Dhruthi Tatachar Venugopal | 6–4, 6–1                |
| 4.   | 25 de febrero de 2017   | Hammamet, Túnez         | Clay       | Hsu Chieh-yu       | Ida Jarlskog Julia Rosenqvist               | 6–2, 7–5                |
| 5.   | 13 de julio de 2018     | Torino, Italia          | Clay       | Vivian Heisen      | Martina Caregaro Federica di Sarra          | 6–2, 7–5                |